# 8931 Hirokimatsuo
8931 Hirokimatsuo è un asteroide della fascia principale. Scoperto nel 1997, presenta un'orbita caratterizzata da un semiasse maggiore pari a 2,3622303 UA e da un'eccentricità di 0,2281367, inclinata di 2,22435° rispetto all'eclittica.